# Veronica grisea
Veronica grisea är en grobladsväxtart som beskrevs av Kosachev och A.L.Ebel. Veronica grisea ingår i släktet veronikor, och familjen grobladsväxter. Inga underarter finns listade i Catalogue of Life.